# Rob Ruggenberg
Rob Ruggenberg (Wassenaar, 14 juli 1946 – Antwerpen, 26 oktober 2019) was een Nederlands dagbladjournalist en auteur van historische jeugdromans.

## Loopbaan
Na de middelbare school is Rob Ruggenberg zes jaar radiotelegrafist geweest bij de Koninklijke Marine. Daarna woonde hij in Israël en in Zuid-Afrika. Teruggekeerd in Nederland werd hij journalist en werkte hij bij diverse dagbladen. In 2006 werd hij fulltime jeugdboekenschrijver. Hij debuteerde met Het verraad van Waterdunen, dat meteen werd genomineerd voor de Thea Beckmanprijs voor de beste historische jeugdroman van het jaar.
Ruggenberg woonde in Best. Hij overleed in 2019 op 73-jarige leeftijd in Antwerpen.

## Boeken
- De kleuters van 1957 - portret van een generatie uit een Brabants Dorp, gepubliceerd bij Rozenberg Dutch University Press, in 2003. Coproductie met documentair fotograaf Piet den Blanken en socioloog Lou Keune. Non-fictie. Het boek laat zien hoe 22 kleuters uit dezelfde klas een halve eeuw later in het leven staan.
- Het verraad van Waterdunen, gepubliceerd bij Querido in 2006. Historische jeugdroman, die zich afspeelt tijdens de Tachtigjarige Oorlog. Het boek behandelt het vrijwel onbekende fenomeen van de mochileros, kind-slaven die werkten voor Spaanse soldaten in de Nederlanden. Genomineerd voor de Thea Beckmanprijs 2006. Bekroond door de Griffeljury 2007 met een Vlag & Wimpel. Ook gekozen als Kerntitel voor de Jonge Jury 2007-2008.
- Nergens bang voor - 13 spannende verhalen, gepubliceerd bij Querido in 2006. Co-auteurs: Marjolijn Hof, Dirk Weber, Marco Kunst, Bea de Koster, Judith Eiselin, Anton Quintana, Jan Simoen, Benny Lindelauf, Martha Heesen, Aidan Chambers, Karlijn Stoffels en Corien Botman.
- Slavenhaler, gepubliceerd bij Querido in 2007. Historische jeugdroman over een Nederlandse jongen en een Afrikaans meisje. Het boek beschrijft de eerste jaren van de Nederlandse trans-Atlantische slavenhandel. De gebeurtenissen spelen zich af in West-Afrika, op de oceaan (de zogenaamde Middenpassage) en in Nederlands Brazilië. Gekozen tot Kerntitel voor de Jonge Jury 2008-2009. Bekroond met de Libra Wentelprijs 2009. Het boek wordt verfilmd.
- Manhatan, gepubliceerd bij Querido in 2009. Historische jeugdroman die zich afspeelt op het eiland Manhatan (tegenwoordig Manhattan) en op het Lange Eiland (Long Island), in het jaar 1643, als de Nederlanders er de baas zijn. Het boek beschrijft het begin van de indianenoorlogen van Kieft. Tijdens dit drama kunnen een Nederlandse jongen, een zwarte slavenjongen en een indiaans meisje alleen overleven door hun vriendschap en trouw aan elkaar. Genomineerd voor de Archeonprijs 2009. Winnaar van de Publieksprijs Kinderboekwinkels 2010, en van de Publieksprijs Jeugdliteratuur Brabantse Letteren 2011. Gekozen tot Kerntitel voor de Jonge Jury 2010-2011. Het boek wordt verfilmd.
- Ruggenberg Omnibus, gepubliceerd bij de Volkskrant, in samenwerking met Querido in 2009. Drie historische jeugdromans in één band: Het verraad van Waterdunen, Slavenhaler en Manhatan.
- IJsbarbaar, gepubliceerd bij Querido in 2011. Historische jeugdroman. Het boek is gebaseerd op de waargebeurde ontvoering, in 1624, van twee Inuit uit Groenland. Een van de twee sterft bij aankomst in Schiedam. De ander, een jongen, wordt op kermissen tentoongesteld en naar prins Maurits gebracht. Hij valt in handen van artsen die medische experimenten op hem willen uitvoeren. De jongen ontsnapt en slaat op de vlucht. Bekroond door de Griffeljury 2012 met een Vlag & Wimpel. Winnaar van de Prijs van de Jonge Jury 2013.
- De boogschutter van Hirado, gepubliceerd bij Querido in 2013. Historische jeugdroman over de weinig bekende eerste periode van de VOC in Japan, in het begin van de zeventiende eeuw. Het boek beschrijft de gebeurtenissen in Hirado, die voorafgingen aan de verbanning van de VOC naar het eilandje Dejima bij Nagasaki. Het verhaal gaat over een 14-jarige leerling-koopman uit Veere die verliefd wordt op het Japanse meisje dat trouwt met zijn superieur. Gebaseerd op feiten. In Nederland genomineerd voor de Prijs van de Jonge Jury 2015, en in België voor de Prijs van de Kinder- en Jeugdjury Vlaanderen 2015. Winnaar Kinderjury Thea Beckmanprijs 2015 categorie 12+.
- Haaieneiland, gepubliceerd bij Querido in 2015. Historische jeugdroman. Het boek beschrijft een deel van de zoektocht van Jacob Roggeveen in 1721 en 1722 naar het onbekende Zuidland. Nadat een van zijn drie schepen 's nachts is gestrand op het koraalrif van het atol Takapoto in de Stille Zuidzee, lopen vijf bemanningsleden weg, en blijven achter op dit kleine eiland. Volgens dit boek overleefde een van hen de gevaren die hun wachtten. Gebaseerd op feiten en op onderzoek ter plaatse van de auteur. Winnaar van zowel de Thea Beckmanprijs 2017, als de Jonge Beckman 2017 (de prijs van de jongerenjury). Winnaar Prijs van de Zeeuwse Boekhandels 2016. Heeft de Prijs van de Jonge Jury 2017 gewonnen.
- Piratenzoon, gepubliceerd bij Querido in 2017. Historische jeugdroman. Het boek speelt zich af in het begin van de 17de eeuw, tijdens de Tachtigjarige Oorlog (de Opstand). Het vertelt over de jonge Zain, zoon van een Barbarijse piraat en een Nederlandse slavin. Hij wordt gevangengenomen door Spanjaarden en naar de galeien gestuurd. Met die galeien bevecht admiraal Federico Spinola vanuit de Spaansgezinde havenstad Sluis de Nederlandse opstandelingen. Na enkele zeeslagen waarbij de galeienvloot grotendeels wordt vernietigd, slaat prins Maurits het beleg voor Sluis en begint de stad uit te hongeren. Gebaseerd op ware gebeurtenissen. Genomineerd voor de Prijs van de Jonge Jury 2018.
- Offerkind, Gepubliceerd door Querido in 2020. Historische jeugdroman. Aïn vlucht van haar familie vandaan omdat ze iets ergs heeft gedaan waar ze zeer zwaar voor zal worden gestraft. Een meisje alleen kan niet overleven in het Nederland van vierduizend jaar geleden, dus is ze blij dat Kraai met haar mee is gevlucht. Kraai voelde zich een buitenstaander omdat zijn vader van een andere stam is en hij er anders uitziet. Samen met hem moet ze uit handen van de achtervolgers kunnen blijven. Maar kunnen ze wel op tegen de wraak van de moerasgodin? Inspiratiebron voor dit spannende verhaal was de vondst in 1987 van een graf uit de bronstijd vlak bij Wassenaar op een plek waar Rob Ruggenberg als kind vaak speelde. In dat graf lagen twaalf kinderen en volwassenen die een gewelddadige dood hadden gevonden.